# Hartmann II. (Schlüchtern)
Hartmann von Katzenbiß († vor dem 23. März 1347) war 1335 als Hartmann II. kurze Zeit Abt des Klosters Schlüchtern. Er ist der erste Abt des Klosters, dessen Familienname bekannt ist.

## Politischer Rahmen
Das Kloster Schlüchtern hatte sich nach der doppelten Bischofswahl in Würzburg 1333 für Hermann II. Hummel von Lichtenberg und gegen Otto II. von Wolfskeel entschieden. Hermann II. repräsentierte dabei die kaiserliche, Otto II. die päpstliche Partei. Der Papst exkommunizierte daraufhin das Kloster.

## Wahl
In dieser Situation war 1335 die Neuwahl eines Abtes erforderlich, nachdem der bisherige Abt, Hartmann I., gestorben war. Der Abt des Klosters Schlüchtern wurde von dessen Konvent gewählt. Die Wahl fiel auf Hartmann II.

## Politische Wende
Bischof Hermann II. starb im gleichen Jahr, 1335. Das Kloster Schlüchtern und sein Abt befanden sich nun gegenüber dem verbliebenen Bischof, Otto II. von Wolfskeel, in einer schwierigen Situation. Dieser erkannte Hartmann II. als Abt nicht an. Hartmann II. verzichtete wohl Anfang 1336 auf sein Amt. Als am 10. Januar 1336 der Papst die Exkommunikation aufhob, wird das Kloster von einem Prior geleitet. Hartmann (II.) blieb als Konventuale im Kloster Schlüchtern, wo er vor dem 23. März 1347 starb. Sein Siegel ist bekannt.